# Breganze
Breganze est une commune de la province de Vicence dans la région Vénétie en Italie.

## Administration
| Période                                  | Période | Identité | Étiquette | Qualité |
| ---------------------------------------- | ------- | -------- | --------- | ------- |
|                                          |         |          |           |         |
| Les données manquantes sont à compléter. |         |          |           |         |

### Hameaux
Maragnole, Mirabella

### Communes limitrophes
Fara Vicentino, Mason Vicentino, Montecchio Precalcino, Sandrigo, Sarcedo, Schiavon

## Personnalités liées
- Silvia Covolo, née le 11 octobre 1981 à Marostica (Italie), femme politique italienne.
- Sergio Boschiero
- Lucillo Lievore